# Paralysis
Paralysis war eine niederländische Power- und Progressive-Metal-Band aus Westdorpe, die 1987 gegründet wurde und sich etwa im Jahr 2000 auflöste.

## Geschichte
Kurz nach der Bandgründung 1987 erschien das Demo In State of Shock. Im folgenden Jahr änderte sich die Besetzung durch das Ausscheiden des Schlagzeugers Andre Nijssen, der durch Stephen van Haestregt ersetzt wurde. Bald darauf verließ auch der Sänger Mark de Smit die Gruppe, woraufhin Stephens Bruder Jean-Paul als Ersatz dazustieß. Durch das 1988er Demo Trivial Round of Life konnte Paralysis unter anderem Auftritte zusammen mit Donor, Whiplash und Sadus abhalten. Danach begannen die Aufnahmen zum dritten Demo, die jedoch unterbrochen werden mussten, weil Jean-Paul van Haestregt seine Mitwirkung einstellte. Sie wurden daraufhin mit Lex Vogelaar beendet. Nachdem der Engländer Nick Davies als Sänger zur Band gekommen war, wurde das Demo Arctic Sleep erstellt. Da die Band jedoch mit dem Resultat mehr als nur zufrieden war, erschienen die Aufnahmen nicht als Demo, sondern 1991 als EP. 1994 schloss sich das selbstproduzierte Album Visions an. Zwei Lieder hiervon wurden später neu aufgenommen und auf der 1996er EP Wonderland über Defrosting Records veröffentlicht. Nach der Veröffentlichung verließ der Gitarrist Fausto Dhanis die Band, woraufhin Eric Bos seinen Posten einnahm. Als weiterer Gitarrist wurde der ehemalige Sänger Jean-Paul Van Haestregt hinzugefügt. Nachdem die Band einen Plattenvertrag bei AFM Records unterzeichnet hatte, erschien hierüber im Mai 2000 das Album Architecture of the Imagination. Danach kam es zur Auflösung der Band.

## Stil
Laut Danny von metalreviews.com spielt die Band auf Architecture of the Imagination eine Mischung aus Power- und Progressive-Metal, die durch Dream Theater und Queensrÿche beeinflusst klinge. Die Lieder seien sehr komplex, wobei es viele Breaks gebe, sodass man die Songs als Hörer nur schwer verarbeiten könne. Markus Wedig von eternitymagazin.de rezensierte das Album ebenfalls. Er stellte fest, dass der im Infoblatt der Plattenfirma angegebene Stil, ein Mix aus Power- und Progressive-Metal, zutreffe. Beide Stile würden harmonisch miteinander vermischt werden. Die Songs seien meist im mittleren Geschwindigkeitsbereich und würden sich dem Hörer erst nach mehreren Durchgängen erschließen.

## Diskografie
- 1987: In State of Shock (Demo, Eigenveröffentlichung)
- 1988: Trivial Round of Life (Demo, Eigenveröffentlichung)
- 1991: Arctic Sleep (EP, Defrosting Records)
- 1992: 1992 Package (Split mit Deafen und En Masse, Eigenveröffentlichung)
- 1994: Visions (Album, Defrosting Records)
- 1996: Wonderland (EP, Defrosting Records)
- 2000: Architecture of the Imagination (Album, AFM Records)